# アサヒ緑健よみうり・麻生飯塚メモリアルオープンゴルフトーナメント
アサヒ緑健よみうり・麻生飯塚メモリアルオープンゴルフトーナメント（アサヒりょくけんよみうり・あそういいづかメモリアルオープンゴルフトーナメント）は、2004年から2006年まで毎年11月第1週に日本ゴルフツアー機構（JGTO）公認の男子プロゴルフトーナメントとして、読売新聞社の主催、「緑効青汁」など健康食品製造・販売を行うアサヒ緑健（本社・福岡市）の特別協賛で、福岡県嘉穂郡桂川（けいせん）町にある「麻生飯塚ゴルフ倶楽部」を舞台にして行われていた。
2006年大会は賞金総額1億2000万円、優勝賞金2400万円であった。
なお麻生は2022年にASO飯塚チャレンジドゴルフトーナメントの開催が予定されている。

## 歴代優勝者
- 第1回（2004年）： Y・E・ヤン
- 第2回（2005年）： 矢野東
- 第3回（2006年）： 市原建彦

## テレビ中継の経緯など
読売新聞社が主催で、大会名に「よみうり」が入っているため、テレビ中継は本来なら日本テレビ系列であるべきだが、何故かテレビ東京系列及びBSジャパンでの放送だった。背景には以前この時期に「宇部興産オープンゴルフトーナメント」
が行われ、その際テレビ東京が中継をしていたこと、並びに同じくアサヒ緑健が福岡県のTXN系列・TVQ九州放送と共催した「アサヒ緑健カップTVQシニアオープンゴルフ」を開催したこともあったため、自然とそうなったのではないかと思われるが、詳細は不明である。
大会の特別協賛社であるアサヒ緑健は、2004年までLPGAツアー「アサヒ緑健インターナショナル選手権」を主催していた。また、以前にはPGAシニアツアー協力競技「HTBシニアクラシックオープン」（北海道テレビ放送主催）や「北陸女子駅伝」（福井テレビジョン放送主催）の特別協賛、Jリーグ2部のサガン鳥栖のユニフォームスポンサーも行っていた。